# Kurt Bong
Kurt Bong (* 11. Juni 1937 in Stolberg (Rheinland)) ist ein deutscher Jazzmusiker (Schlagzeuger, Orchesterleiter). Spezialität des begehrten Studiomusikers und international beachteten Begleiters sind „ein leicht federnder Beckenschlag und aufheizende Fills“. Zwischen 1989 und 2000 leitete er die hr-Bigband.

## Leben und Wirken
Bong lernte zunächst Geige, Klarinette und Klavier, seit dem 15. Lebensjahr Schlagzeug. Während der Ausbildung zum Lokführer spielte er 1957 bei Jack van Poll, mit dem er, ebenso wie dann auch mit Ingfried Hoffmann, beim Düsseldorfer Jazzfestival hervortrat. 1959 und 1960 folgten dort Auftritte mit den Feetwarmers und dem Trio von Klaus Doldinger, mit denen er auch seine erste Amerika-Tournee unternahm. Auch giggte er mit Hans Koller, Francy Boland, Albert Mangelsdorff sowie Wild Bill Davison. 1961 wurde er Profimusiker und spielte während seines in Berlin begonnenen Studiums u. a. mit Ack van Rooyen, Benny Bailey, Fritz Schulz-Reichel, Herb Geller und der SFB Big Band sowie dem Orchester von Werner Eisbrenner. Während des Musikstudiums an der Musikhochschule Köln spielte er 1962/1963 mit dem Orchester von Erwin Lehn. Daneben entstanden Schallplatten mit Dieter Reith und Wolfgang Dauner; auch wirkte er an Attila Zollers Soundtrack zu Herbert Veselys Spielfilm Das Brot der frühen Jahre mit. Von 1964 bis 1969 arbeitete er als Schlagzeuger in den ZDF-Big Bands, zunächst unter Kurt Henkels in Hamburg, ab 1966 unter Max Greger in München. Daneben bildete er mit George Mraz die Rhythmusgruppe im Münchener Jazzclub domicile, wo er mit Booker Ervin, Stan Getz, Dusko Goykovich, Jan Hammer oder Jon Hendricks zu hören war. Mit dem Tentett von Don Menza gastierte er 1967/68 bei mehreren internationalen Festivals, etwa dem Montreux Jazz Festival 1967; dort wurde er mit einem Solistenpreis als Schlagzeuger ausgezeichnet. Mit Joe Haider tourte er durch Irland.
1969 ging Bong zu Willy Berking und seinem Tanz- und Unterhaltungsorchester des Hessischen Rundfunks. Nach dem Klarinettisten Heinz Schönberger wurde Bong 1989 Leiter der Formation und machte aus dem altgedienten Klangkörper eine vor allem und zuerst Jazz-spielende Band, die hr-Bigband. Das Orchester arbeitete nun – auch in öffentlichen Konzerten – wieder vermehrt mit großen Solisten wie z. B. Chick Corea, Arturo Sandoval, Johnny Griffin, Clare Fischer, Clark Terry, Ernie Watts, Harry Sweets Edison, Rolf Kühn, Louie Bellson und Jimmy Woode. Ende Dezember 2000 ging Bong in den Ruhestand. Seitdem lebt er mit seiner Lebensgefährtin in Oberstaufen im Landkreis Oberallgäu, trat aber auch mit Paul Kuhn oder Clark Terry auf.
In den frühen 1970er Jahren gehörte er auch zu der Gruppe From um Klaus Göbel (mit Gustl Mayer). Er spielte weiterhin mit Emil Mangelsdorff, Peter Herbolzheimer, Volker Kriegel, Jimmy Smith und Toots Thielemans, war aber auch als Studiomusiker von Stephan Sulke verdingt. Bong ist auf Schallplatten mit Klaus Doldinger, Max Greger, Hugo Strasser, Hank Jones, Helmut Brandt und Manfred Krug zu hören. Daneben leitete er auch eigene Gruppen, u. a. in den 1980ern die Rockjazz-Formation Bong, die mit Billy Cobham als Gast 1983 durch Ungarn tourte. Weiterhin unterrichtete Bong an der Hochschule für Musik Frankfurt.